# Riudaura
Riudaura – gmina w Hiszpanii, w prowincji Girona, w Katalonii, o powierzchni 24,1 km². W 2011 roku gmina liczyła 438 mieszkańców.